# Parco nazionale di Bako
Il parco nazionale di Bako (Taman Negara Bako) è un'area protetta della Malaysia situata nell'isola del Borneo, a circa 40 km a nord-est di Kuching, la capitale del Sarawak. È stato il primo parco nazionale del Sarawak, istituito nel 1957 e tuttora un gioiello del sistema delle aree protette. Con una superficie forestata di 27 km², occupa una penisola in gran parte di arenaria che si protende nel mar Cinese Meridionale, di fronte a Gunung Santubong. Pur essendo un parco non molto vasto, include diverse specie di foresta, oltre a impressionanti paesaggi marini e costieri.

## Flora
Gran parte del territorio è coperto da un fine strato di sabbia su terrazze arenacee pianeggianti a diverse altitudini sul livello del mare. In alcune aree i depositi di torba hanno formato uno strato di terriccio più scuro che, seppure soggetto a erosione e dilavamento, favorisce la crescita degli alberi. Tutti questi componenti rendono il suolo povero di sostanze nutritive, più consono alla proliferazione di alcune specie di piante, come nepenti, Myrmecodia (ospiti di formicai) e drosere, capaci di ovviare alla povertà del suolo sfruttando altre risorse. Una delle nepenti più comuni è la Nepenthes ampullaria, una specie terrestre caratterizzata da ascidi molto grossi e rotondi e opercoli sottili. Gli insetti che si appoggiano sul bordo scivoloso delle foglie sprofondano nel ventre della pianta, ricca di succhi acquosi, dove annegano e vengono digeriti. Anche le drosere traggono i nutrienti dagli insetti che si posano sulle foglie, munite di una peluria appiccicosa, che si richiudono sulla preda.
La morfologia della foresta riflette la povertà del suolo: gli alberi sono rachitici, specie sui pianori più esposti e rocciosi coperti di sabbia, dove le radici non riescono a penetrare in profondità. È facile individuare le differenze fra i tanti tipi di foresta: litoranea, collinare, di valle. Fra tutti si distinguono le formazioni sparse di mangrovie nelle zone riparate e ricche di depositi fluviali. Un vasto mangrovieto accoglie i visitatori al loro arrivo a Teluk Assam, in prossimità dell'imbarcadero. Nella baia immediatamente a sud, Teluk Delima, le mangrovie si mescolano a macchie di palme nibong (Oncosperma tigillarium), irte di spine.

## Fauna
È difficile incontrare animali nei parchi del Sarawak, in ragione della notevole pressione venatoria che questi luoghi hanno purtroppo subito negli anni passati. Bako è però un'eccezione: non è raro vedere cinghiali barbati razzolare nella foresta vicino alla sede del parco, persino dietro i locali della mensa. Questi animali alti e slanciati sono una risorsa alimentare importante nel Borneo, distinti in età adulta dallo sviluppo di due evidenti ciuffi di baffi biondi ai lati delle guance; i denti sono potenti, molto più di quelli del cinghiale selvatico della Malaysia peninsulare, probabilmente adattati al consumo di radici e tuberi coriacei e fibrosi o dei semi duri dei frutti della foresta.
Anche la nasica è una presenza comune nella foresta ad alto fusto, sebbene molto più diffusa nei mangrovieti di Tuluk Delima. Si assiste spesso agli scontri fra branchi, con i maschi che si minacciano a vicenda con schiamazzi e gesti, mentre le femmine mulinano intorno. Queste scimmie sono fra i pochi mammiferi che abitano sulle palme nibong e riescono ad atterrare incolumi e senza apparente disagio sui tronchi spinosi di questi alberi.
A Bako sono stati catalogati circa 150 uccelli, una cifra discreta. Il parco è uno dei pochi luoghi in cui coabitano alcune specie di limicoli, uccelli marini e silvani. Fra settembre e marzo si riesce ad avvistare parecchi pivieri dorati minori, chiurli piccoli e piovanelli. Nei mangrovieti sono comuni le nettarinie di Macklot e le miagre di Palau. Di tanto in tanto la zona è sorvolata da alcuni uccelli marini; particolarmente numerose sono le sule zamperosse. Inoltre, essendo una penisola, Bako accoglie alcuni uccelli migratori, come le cutrettole, le ballerine gialle e qualche specie rara. In genere, quindi, la diversità avifaunistica è più elevata nei mesi autunnali e primaverili boreali, in corrispondenza dei flussi migratori di limicoli e passerini.

## Turismo
Bako offre un certo numero di itinerari di visita segnalati (con mappe a ogni deviazione). Uno di questi sentieri conduce alla sede del parco, a meno di un'ora a sud di Teluk Delima. Quello di Lintang è un anello di 5 chilometri che attraversa una vasta gamma di foreste, da quelle dei suoli arenacei agli habitat litoranei. Un'ottima alternativa consiste nel seguire la linea di costa, dove (specie a nord di Teluk Assam) il gioco delle onde ha scolpito strane forme nella roccia colorata.
Il parco di Bako è un ottimo esempio di gestione ambientale. L'accesso al parco è via mare attraverso la baia dal villaggio di Kampung Bako ed è quindi facilmente controllabile. È una località molto popolare, meta di diverse comitive provenienti da Kuching, più frequentata fra giugno e agosto.
Per contenere l'impatto ambientale del turismo, alcuni sentieri vengono periodicamente chiusi per consentire la rigenerazione del suolo e della vegetazione.

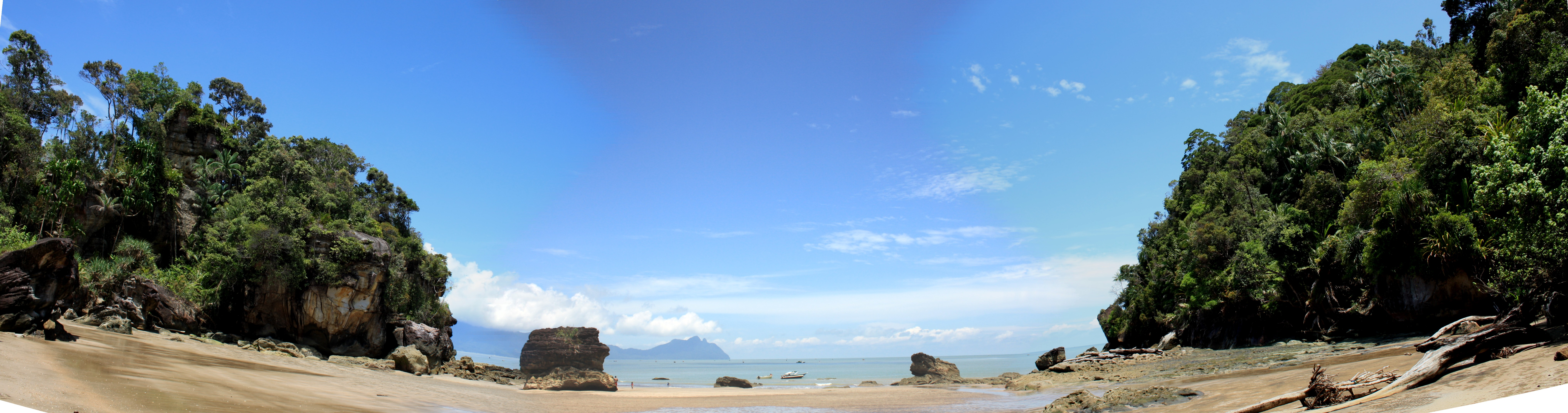
Panorama della spiaggia del parco nazionale di Bako.